# ريري
ريري (20 يوليو 1938 -) ممثلة وراقصة مصرية

## حياتها ونشأتها
من مواليد الإسكندرية في 20 يوليو 1938، بدأت مشوارها الفني بالرقص ثم اتجهت للسينما لفترة 6 سنوات قامت خلالها بالاشتراك في عشرة أفلام بدأت بأدوار صغيرة  وانتهت بلعب دور البطولة في آخر أفلامها أمام فريد شوقي عام 1962.

## قائمة أعمالها
فيلم «جهاز العروسة» للمخرج إبراهيم السيد
فيلم «وكر الملذات» للمخرج حسن الإمام، عام 1957
فيلم «حبيبي الأسمر» للمخرج حسن الصيفي، عام 1958
فيلم «توحة» للمخرج حسن الصيفي، عام 1958
فيلم «إسماعيل يس للبيع» للمخرج حسام الدين مصطفى، عام 1958
فيلم «إسماعيل يس طرزان» للمخرج نيازي مصطفى، عام 1958
فيلم «بنات بحري» للمخرج حسن الصيفي، عام 1960
فيلم «عودي يا أمي» للمخرج عبد الرحمن شريف، عام 1961
فيلم «صراع في الجبل» للمخرج حسام الدين مصطفى، عام 1961
فيلم «الرجل الثعلب» للمخرج نجدي حافظ، عام 1962

## وصلات خارجية
- ريري على موقع IMDb (الإنجليزية)
- ريري على موقع الدهليز
- ريري على موقع قاعدة بيانات الأفلام العربية
- ريري على الدهليز
- ريري نسخة محفوظة 28 أكتوبر 2021 على موقع واي باك مشين. على كاروهات